# 峰門寺摩崖造像
峰門寺摩崖造像位於四川省資陽市安岳縣高升鄉九組雲光山腰西面。該造像開鑿于宋代，坐東向西，共3盒，造像23尊，造像主要內容有釋迦佛、觀音、供養人等。其中2號盒寬4.2米，高6.4米，深l.6米，窟為方形平頂，是典型的宋代摩崖石刻造像盒窟。釋迦佛像高5.6米，頭螺誓，身著通肩袈裟，赤足踏蓮花，側身而立，造像雄偉而精美。峰門寺摩崖造像其規模較大、雕刻精湛，且保存較好，是典型的宋代摩崖石刻作品，對於研究宋代的政治、經濟、文化和石刻藝術、宗教信仰等，都具有較高的價值。1995年，峰門寺摩崖造像被安岳縣人民政府公佈為縣級文物保護單位。2012年7月16日公佈為第八批四川省文物保護單位。